# So Schnell
So Schnell est une chorégraphie de danse contemporaine de Dominique Bagouet créée en 1990 pour la première version et en 1992 pour la deuxième version qui s'inscrit dans les cadres de la reprise par l'association des Carnets Bagouet. Dominique Bagouet a créé cette pièce dansée afin d'inaugurer le plateau du nouvel Opéra Berlioz du Corum à Montpellier. So Schnell constitue sa dernière chorégraphie. Le titre en allemand signifie « si vite » et l'œuvre explore la vie de Dominique Bagouet, en particulier son enfance. Cette chorégraphie est considérée comme une œuvre majeure de la danse contemporaine.

## Historique

### La première version
La partition musicale est constituée de la cantate BWV26 de Jean-Sébastien Bach mêlée à des jeux sonores constitués d'enregistrements de machines industrielles de bonneterie. Laurent Gachet a capté, mixé et arrangé ces rythmes et ces sons directement liés à l'enfance du chorégraphe puisqu'il a grandi au sein d'une petite entreprise textile dirigée par sa famille. Le chorégraphe a longtemps porté des pulls de l'entreprise Bagouet.
La scénographie et les costumes sont inspirés du mouvement pop art avec l'utilisation de couleurs vives telles que le jaune, le rouge, le vert. Bagouet a demandé à Christine Le Moigne pour le décor et à Dominique Fabrègue pour les costumes de travailler à partir des recherches de Roy Lichtenstein, en insistant sur les idées de trames, de couleurs radicales et d’un certain humour[réf. nécessaire]. Le décor quant à lui est constitué de plusieurs nuages suspendus en haut, au devant de la scène.

### La seconde version
L'œuvre a été revisitée en 1992, ce qui donna lieu à une seconde version plus aboutie que la première. La construction générale de la pièce n'a été que très peu modifiée : un prologue a été ajouté constitué d'un duo de deux femmes, toutes deux vêtues de noir. 

### Les Carnets Bagouet
L'association des carnets Bagouet est dépositaire de l'ensemble des pièces du chorégraphe et So Schnell a été récemment repris par les Ballets de Genève. 

## Fiche technique

### So Schnell- version 1992
- Danseurs à la création : Priscilla Danton, Matthieu Doze, Olivia Grandville, Nicolas Héritier, Dominique Jegou, Myriam Lebreton, Catherine Legrand, Sylvain Prunenec, Annabelle Pulcini, Fabrice Ramalingom, Viviane Serry, Juan Manuel Vicente
- Chorégraphie : Dominique Bagouet
- Assistante chorégraphe : Anne Abeille
- Musique : cantate BWV 26 de Bach (Ach wie flüchtig, ach wie nichtig) et composition électroacoustique de Laurent Gachet (Jack Art Song)
- Décors : Christine le Moigne
- Costumes : Dominique Fabrègue
- Lumières : Manuel Bernard
- Date de la création : le 11 octobre 1992 au théâtre municipal de Montpellier
- Deuxième version : le 24 juillet 1993 à Avignon dans la cour d'honneur du Palais des papes
- Durée : environ 65 minutes